# 圣皮埃尔-达泰格利斯
圣皮埃尔-达泰格利斯（法語：Saint-Pierre-d'Arthéglise）是法国芒什省的一个市镇，属于瑟堡区和莱皮约县（Les Pieux）。该市镇总面积5.36平方公里，2009年时的人口为150人。

## 人口
圣皮埃尔-达泰格利斯人口变化图示